# Elusa niveiplaga
Elusa niveiplaga là một loài bướm đêm trong họ Noctuidae.